# Polyphemos (Argonaut)
Polyphemos (altgriechisch Πολύφημος Polýphēmos, lat. und dtsch. Polyphémus) ist eine Gestalt der griechischen Mythologie, und zwar ein Lapith, der am Zug der Argonauten teilnahm.
Er und sein Bruder Kaineus waren Söhne des Elatos aus Larissa und dessen Gemahlin Hippe, die auch Hippeia genannt wurde. Polyphemos heiratete Laonome, eine Schwester des Herakles; hier gibt es aber eine Überschneidung mit Euphemos.
Als Lapith war Elatos einst mit seinen Söhnen bei der Hochzeit des Königs Peirithoos geladen, wo Vater und Brüder auch am berühmten Kampf gegen die Kentauren teilnahmen (Kentauromachie).
Polyphemos segelte mit den Argonauten, blieb aber in Mysien zurück, wo er die Stadt Kios gründete. Er fiel später im Kampf gegen die Chalyber.

## Quelle
- Apollonios von Rhodos, Argonautica, 1, 40–43 (und Scholien hierzu)